# Oeganda op de Olympische Zomerspelen 1968
Oeganda nam deel aan de Olympische Zomerspelen 1968 in Mexico-Stad, Mexico. Het was de vierde deelname van het land aan de Olympische Zomerspelen.
De elf deelnemers, allen mannen, kwamen in actie op veertien onderdelen in twee olympische sporten; atletiek en boksen. De atleet Amos Omolo en de bokser Alex Odhiambo waren de enige sporters die voor de tweede keer deelnamen.
Voor het eerst werden er medailles gewonnen door Oegandezen op de Olympische Spelen. De twee medailles werden in het boksen behaald. De eerste medaille werd door Leo Rwabwogo behaald, hij won brons bij de vlieggewichten; een zilveren medaille werd behaald door Eridadi Mukwanga bij de bantamgewichten.

## Medailleoverzicht
| Sport  | Olympiër         | Onderdeel | Medaille |
| ------ | ---------------- | --------- | -------- |
| Boksen | Eridadi Mukwanga | -54kg (m) | Zilver   |
| Boksen | Leo Rwabwogo     | -51kg (m) | Brons    |

## Deelnemers & resultaten
(m) = mannen, (v) = vrouwen

### Atletiek
| Olympiër      | Onderdeel    | Resultaat | Prestatie                                                                                              |
| ------------- | ------------ | --------- | --- |
| Amos Omolo    | 100m (m)     | 27e       | serie 2: 4de in 10,50 kwartfinale 3: 7de in 10,45                                                      |
| William Dralu | 200m (m)     | 36e       | serie 5: 6de in 21,38                                                                                  |
| Amos Omolo    | 400m (m)     | 8e        | serie 5: 1ste in 45,85 kwartfinale 2: 1ste in 45,33 halve finale 2: 4de in 45,52 finale: 8ste in 47,61 |
| Mustafa Musa  | 5000m (m)    | 24e       | serie 2: 9de in 15.10,24                                                                               |
| Mustafa Musa  | 10000m (m)   | 22e       | 30.54,2                                                                                                |
| Mustafa Musa  | marathon (m) | 55e       | 3:04.53,8                                                                                              |

### Boksen
| Olympiër (deelname) | Onderdeel   | Resultaat | Prestatie |
| ------------------- | ----------- | --------- | --- |
| Douglas Ogada       | -48kg (m)   | 17e       | 1ste ronde: V van KOR Jee: scheidsrechterlijke beslissing |
| Leo Rwabwogo        | -51kg (m)   | Brons     | 1ste ronde: W van KOR Seo: 3-2 2de ronde: W van USA Vasquez: 5-0 kwartfinale: W van HUN Tibor Badari&Badari: 3-2 halve finale: V van POL Olech: 2-3                                                                                                  |
| Eridadi Mukwanga    | -54kg (m)   | Zilver    | 1ste ronde: vrij 2de ronde: W van ESP Suárez: knock-out 3de ronde: W van ROU Giju: scheidsrechterlijke beslissing kwartfinale: W van MEX Cervantes: 4-1 halve finale: W van KOR Chang: 4-1 finale: V van URS Sokolov: scheidsrechterlijke beslissing |
| Mohamed Muruli      | -60kg (m)   | 5e        | 1ste ronde: vrij 2de ronde: W van CHI Munoz: 5-0 3de ronde: W van VEN Mendoza: 4-1 kwartfinale: V van USA Harris: 0-5 |
| Alex Odhiambo       | -63,5kg (m) | 9e        | 1ste ronde: vrij 2de ronde: W van ESP Pérez: scheidsrechterlijke beslissing 3de ronde: V van USA Wallington: 0-5 |
| Andrew Kajjo        | -67kg (m)   | 17e       | 1ste ronde: V van ARG Guilloti: 1-4 |
| David Jackson       | -71kg (m)   | 5e        | 1ste ronde: W van AUT Salzburger: knock-out 2de ronde: W van DEN Larsen: 3-2 kwartfinale: V van FRG Meier: 0-5 |
| Matthias Ouma       | -75kg (m)   | 9e        | 1ste ronde: vrij 2de ronde: V van URS Kisseljov: 1-4 |

Afghanistan · Algerije · Amerikaanse Maagdeneilanden · Argentinië · Australië · Bahama's · Barbados · België · Bermuda · Birma · Bolivia · Bondsrepubliek Duitsland · Brazilië · Brits-Honduras · Bulgarije · Canada · Centraal-Afrikaanse Republiek · Ceylon · Chili · Colombia · Congo-Kinshasa · Costa Rica · Cuba · Denemarken · Dominicaanse Republiek · Duitse Democratische Republiek · Ecuador · El Salvador · Ethiopië · Fiji · Filipijnen · Finland · Frankrijk · Ghana · Griekenland · Groot-Brittannië · Guatemala · Guinee · Guyana · Honduras · Hongarije · Hongkong · Ierland · IJsland · India · Indonesië · Irak · Iran · Israël · Italië · Ivoorkust · Jamaica · Japan · Joegoslavië · Kameroen · Kenia · Koeweit · Libanon · Libië · Liechtenstein · Luxemburg · Madagaskar · Maleisië · Mali · Malta · Marokko · Mexico · Monaco · Mongolië · Nederland · Nederlandse Antillen · Nicaragua · Nieuw-Zeeland · Niger · Nigeria · Noorwegen · Oeganda · Oostenrijk · Pakistan · Panama · Paraguay · Peru · Polen · Portugal · Puerto Rico · Roemenië · San Marino · Senegal · Sierra Leone · Singapore · Soedan · Sovjet-Unie · Spanje · Suriname · Syrië · Taiwan · Tanzania · Thailand · Trinidad en Tobago · Tunesië · Turkije · Tsjaad · Tsjecho-Slowakije · Uruguay · Venezuela · Verenigde Arabische Republiek · Verenigde Staten · Vietnam · Zambia · Zuid-Korea · Zweden · Zwitserland